# Everybody Is a Star
"Everybody Is a Star" är en låt inspelad av den amerikanska soulgruppen Sly and the Family Stone. Låten släpptes på singel 1969 tillsammans med Thank You (Falettinme Be Mice Elf Agin), och singeln gick i februari 1970 upp på den amerikanska singellistans förstaplats. Everybody Is a Star var tänkt att ingå på ett planerad LP tillsammans med Thank You och Hot Fun in the Summertime, albumet blev dock aldrig färdigställt och de tre låtarna inkluderades istället på gruppens samlingsalbum som kom 1970 - Greatest Hits. Singeln med Everybody Is a Star och Thank You var det sista nyinspelade material med bandet från 1960-talet, och blev den sista singeln att släppas på hela 20 månader - innan Family Affair släpptes i november 1971.

## Instrumentation
- Solosång av Sly Stone, Rosie Stone, Freddie Stone och Larry Graham
- Körsång av Rose Stone, Freddie Stone och Larry Graham
- Piano av Rosie Stone
- Gitarr by Freddie Stone
- Bas av Larry Graham
- Trummor av Greg Errico
- Blåsinstrument av Jerry Martini (tenorsaxofon) och Cynthia Robinson (trumpet)
- Skriven och producerad av Sly Stone